# Episodi di Bottom (seconda stagione)
La seconda stagione della serie televisiva Bottom è stata trasmessa in anteprima nel Regno Unito dalla BBC Two tra il 1º ottobre 1992 e il 5 novembre 1992.
| nº | Titolo originale | Titolo italiano | Prima TV UK     | Prima TV Italia |
| -- | ---------------- | --------------- | --------------- | --------------- |
| 1  | Digger           |                 | 1º ottobre 1992 |                 |
| 2  | Burglary         |                 | 8 ottobre 1992  |                 |
| 3  | Culture          |                 | 15 ottobre 1992 |                 |
| 4  | Parade           |                 | 22 ottobre 1992 |                 |
| 5  | Holy             |                 | 29 ottobre 1992 |                 |
| 6  | 'S Out           |                 | 5 novembre 1992 |                 |